# Thomas Duer
Thomas Frederik Duer (født 1. september 1932, død 15. februar 2022) var en dansk erhvervsleder. Han var adm. direktør for GN Store Nord 1987-1993 og medlem af samme firmas bestyrelse indtil 2000. Han var desuden bestyrelsesmedlem i en række andre virksomheder.
Duer voksede op i Tønder, fik en maskinassistentuddannelse i ØK og læste til ingeniør i Odense. Senere arbejdede han hos Christiani & Nielsen og Mærsk Raffinaderiet inden han som 40-årig fik sin første direktørstilling på Dannebrog Værft i Århus.
I 1997 vakte det opsigt, at Aarhuus Stiftsbogtrykkerie, som han sad i bestyrelsen for, havde betalt for ombygningen af hans sommerhus. Der var tale om en regnskabsfejl, forklarede Thomas Duers advokat John Korsø Jensen efterfølgende. Sagen fik Thomas Duer til at trække sig fra sine poster som bestyrelsesformand for Skandinavisk Tobakskompagni, Skandinavisk Holding, Skandinavisk Industries og Fritz Hansen samt sin menige bestyrelsesplads i Chr. Augustinus Fabrikker.
Han var Ridder af Dannebrog.